# Erich Menninger-Lerchenthal
Erich Theodor Menninger-Lerchenthal (* 8. Mai 1898 in Hermagor, Kärnten; † 23. Dezember 1966) war ein österreichischer Neurologe und Psychiater.

## Leben
Erich Menninger-Lerchenthal wurde im Herzogtum Kärnten als Sohn einer jüdischen Mutter geboren, die Anfang 1944 ins Ghetto Theresienstadt deportiert wurde. Wie sein Bruder Albert Theodor Menninger von Lerchenthal wurde er Arzt. Albert Theodor verlor nach dem Anschluss Österreichs als „Halbjude“ seine Anstellung als Amtsarzt und starb 1944 unter ungeklärten Umständen.
Erich Menninger-Lerchenthal war nach dem Studium in Graz an den Neurologisch-psychiatrische Kliniken in Graz und Wien, an der Nervenheilanstalt Rosenhügel und Steinhof in Wien sowie am Sanatorium für Gemütskranke in Tulln als Facharzt für Nervenkrankheiten tätig. Ab 1939 hatte er eine eigene Praxis als Nervenarzt in Wien. Wie er angesichts der Verfolgung seiner Familie in der Zeit des Nationalsozialismus, von der auch sein anderer Bruder Kurt Theodor betroffen war, die Jahre bis zum Kriegsende überstand und ob seine Freundschaft mit Nobelpreisträger Julius Wagner-Jauregg Auswirkungen darauf hatte, ist nicht bekannt. Möglicherweise hatte seine Beteiligung an der Niederschlagung kommunistischer Unruhen in der Steiermark Anteil daran, dass er trotz seines Status als „Halbjude“ einige Zeit weiter als Arzt praktizieren konnte.
1948 habilitierte er sich. Nach 1945 war er bis zu seinem Tod Ende 1966 Obmann der „Fachgruppe Neurologie und Psychiatrie“ in der Wiener Ärztekammer.

## Werke (Auswahl)
- Forschergeist. Maudrich, Wien 1964.
- Periodizität in der Psychopathologie . Maudrich, Wien 1960.
- Das europäische Selbstmordproblem. Eine zeitgemäße Betrachtung. Deuticke, Wien 1947.
- Der eigene Doppelgänger. Huber 1946.
- Das Truggebilde der eigenen Gestalt (Heautoskopie, Doppelgänger). Abhandlungen aus der Neurologie, Psychiatrie, Heft 74, Karger, Berlin 1935.